# Феккельберг
Феккельберг (нім. Föckelberg) — громада в Німеччині, розташована в землі Рейнланд-Пфальц. Входить до складу району Кузель. Складова частина об'єднання громад Альтенглан.
Площа — 3,97 км2. Населення становить 369 ос. (станом на 31 грудня 2020).